# دیوید گاسکون
دیوید گاسکون (انگلیسی: David Gascón؛ زادهٔ ۱۱ آوریل ۱۹۷۸) بازیکن فوتبال اهل اسپانیا است.
از باشگاه‌هایی که در آن بازی کرده‌است می‌توان به باشگاه فوتبال آلکورکون و باشگاه فوتبال ختافه اشاره کرد.